# Bücker Fahrzeugbau

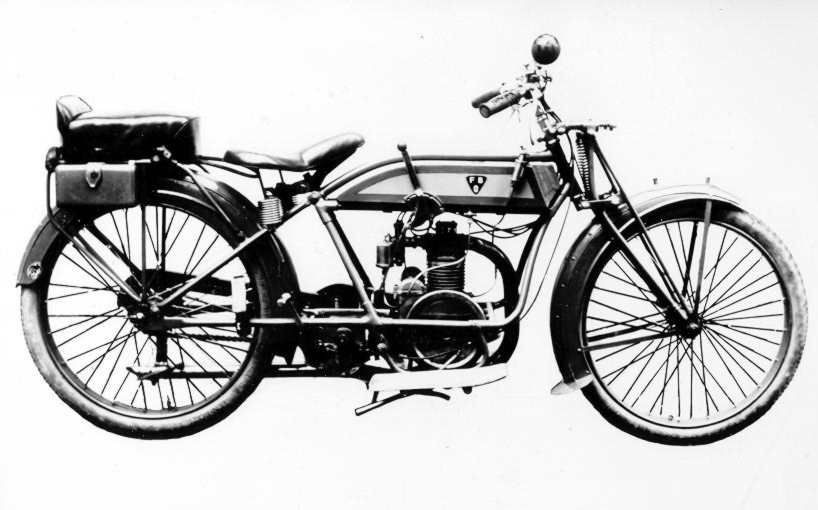
Frühes Bücker-Motorrad mit 250-cm³-Columbus-Motor

Bücker Fahrzeugbau war ein Motorradhersteller in Oberursel (Taunus).

## Geschichte
Im Jahr 1922 gründete Franz Bücker, geboren in Vehrte bei Osnabrück, in Oberursel im Taunus seinen Betrieb zur Herstellung von Motorrädern.
Bücker war während seiner Militärzeit häufig in Oberursel bei der dortigen Motorenfabrik Oberursel AG, wo seit 1913 Gnome-Umlaufmotoren als Flugzeugantrieb gefertigt und repariert wurden, und lernte dort seine Frau kennen. Nach dem Krieg nahm er kurz eine Anstellung bei der Uelzener Maschinenfabrik Otto Raake an. Dort war er mit der Produktion der Raakete, einem Leichtmotorrad mit Alba-Motor, beschäftigt.
Nach dem Umzug in die Oberurseler Obere Hainstraße begann er auf dem Grundstück seines Schwiegervaters Konstantin Raufenbarth mit dem Bau von Motorrädern. Er verwendete dabei verschiedene Einbaumotoren von Herstellern wie Rinne, Bark, Bekamo, Villiers, MAG, J.A.P., Columbus, Sachs und später auch ILO. Die Angebotspalette reichte von 125 bis 1000 cm³. Die 1000-cm³-J.A.P.-Zweizylindermaschine war 1930 das teuerste deutsche Motorrad, Bücker errang zu dieser Zeit den Ruf eines der besten Motorradkonfektionäre in Deutschland.
Schon früh beteiligten sich Bücker und sein Schwager Carl Raufenbarth erfolgreich an Motorradrennen. Im Jahr 1949 errang Friedel Schön auf der 250-cm³-Rennmaschine mit J.A.P.-Einbaumotor die Deutsche Straßenmeisterschaft.
1958 wurde der Betrieb auf den Verkauf und Reparatur von Goggomobilen umgestellt. Danach machte Bückers Schwiegersohn Heinrich Walz die Firma zum Ford-Haupthändler im Taunus. 2005 wurden die ehemaligen Betriebsgebäude abgerissen.

## Sonstiges
Heute erinnert eine Gedenktafel auf dem Lidl-Gelände in Oberursel, Hohemarkstraße, aufgestellt von den Bücker-Freunden, einem Zusammenschluss von Besitzern und Liebhabern der Bücker-Motorräder, an die Stätte der Motorradproduktion.
Auf dem neben Lidl noch befindlichen Familiengelände in der Weilstraße im Hause des Massiv-Möbel-Studios Schreinerei Kunz GmbH sind 13 komplett restaurierte Bücker-Motorräder in der Möbelausstellung ausgestellt.
Eine restaurierte 1000er Bücker von 1929 ist in der "Мотомир Вячеслава Шеянова", der Motorradwelt von Wjatscheslav Schejanov in Samara, Russland, ausgestellt.